# Keresztes László (mezőgazdász)
Keresztes László (Nagybacon, 1917. március 27. – ?) mezőgazdasági szakoktató és szakíró.

## Életútja
Középiskolai tanulmányait Baróton kezdte, Gyergyószentmiklóson fejezte be (1936), felsőfokú mezőgazdasági tanulmányait Budapesten végezte (1941). A mezőgazdasági tudományok doktora (1943). Növényegészségügyi szakirányító Sepsiszentgyörgyön, majd ugyanitt, 1949-től pedig Kézdivásárhelyen szaktanár, 1959-től Sepsiszentgyörgyön igazgató-tanár; 1977-ben, a szokásos 60 éves nyugdíjkorhatár elérése után vonult nyugalomba.
Különböző napi- és hetilapokban számos mezőgazdasági ismeretterjesztő írása jelent meg a cukorrépa-termesztésről, a korszerű legeltetésről, talajjavításról, öntözésről, mezőgazdasági építkezésekről, állattenyésztésről, a mezőgazdaság gépesítéséről, a mezőgazdasági munkaszervezésről. 1950-től a szakminisztérium megbízásából iskolai szakjegyzeteket készített a földméréstan, talajjavítás és növényvédelem tárgyköréből. A Tanügyi Újságban módszertani cikkeket közölt a mezőgazdasági szakoktatás problémáiról.

## Kötetei
- Általános földmérés-tan (Lapikás Gáborral, tankönyv, 1953)
- Öntözés (Sepsiszentgyörgy 1973)